# Dekanat Zaklików
Dekanat Zaklików – jeden z 25 dekanatów w rzymskokatolickiej diecezji sandomierskiej.

## Parafie
W skład dekanatu wchodzi 11 parafii:
- parafia św. Andrzeja Apostoła – Borów
- parafia Najświętszej Maryi Panny Wspomożenia Wiernych – Dąbrowa
- parafia św. Stanisława i św. Jana Chrzciciela – Gościeradów Plebański
- parafia Matki Bożej Częstochowskiej – Lipa
- parafia Najświętszej Maryi Panny Królowej Polski – Liśnik Duży
- parafia św. Apostołów Piotra i Pawła – Olbięcin
- parafia Przemienienia Pańskiego – Rzeczyca Ziemiańska
- parafia św. Maksymiliana Kolbego – Szczecyn
- parafia Niepokalanego Serca Najświętszej Maryi Panny – Węglin
- parafia Podwyższenia Krzyża Świętego – Wola Trzydnicka
- parafia św. Anny w Zaklikowie – Zaklików

## Sąsiednie dekanaty
Gorzyce, Kraśnik (archidiec. lubelska), Modliborzyce, Stalowa Wola – Północ, Urzędów (archidiec. lubelska), Zawichost.